# Juanma Bajo Ulloa
Juan Manuel Bajo Ulloa, detto Juanma (Vitoria, 1º gennaio 1967), è un regista e sceneggiatore spagnolo di origine basca.
Nel 1994 è stato candidato al Premio Goya per il miglior regista per il film La madre morta.

## Filmografia

### Lungometraggi
- Ali di farfalla (Alas de mariposa) (1991)
- La madre morta (La madre muerta) (1993)
- Airbag (1997)
- Frágil (2004)
- Historia de un grupo de rock (2008)
- Rey Gitano (2015)
- Baby (2020)

### Cortometraggi
- Cruza la Puerta (1984)
- El Último Payaso (1985)
- A Kien Puede Interesar (1986)
- Cien Aviones de Papel (1987)
- Akixo (1988)
- El Reino de Víctor (1989)
- Ordinary Americans (1999)

## Riconoscimenti
- Premio Goya
  - 1990 – Miglior cortometraggio per El reino de Victor
  - 1992 – Miglior regista esordiente per Ali di farfalla
  - 1992 – Migliore sceneggiatura originale per Ali di farfalla (con Edoardo Bajo Ulloa)
  - 1994 – Candidato a miglior regista per La madre morta

- Festival internazionale del cinema di San Sebastián
  - 1991 – Conchiglia d'oro per Ali di farfalla

- Montreal World Film Festival
  - 1993 – Miglior regista per La madre morta